# Bengt Ekblom
Bengt Ragnar Ekblom, född 14 september 1930 i Helsingfors, död 24 augusti 2023 i Uppsala, var en finländsk-svensk psykiater.
Ekblom blev medicine licentiat vid Helsingfors universitet 1955 och genomgick specialistutbildning i psykiatri i Helsingfors 1956–1960. Han blev biträdande överläkare vid forskningsavdelningen på Ulleråkers sjukhus i Uppsala 1963, överläkare där 1966, var chefsläkare 1968–1987, blev medicine doktor och docent vid Uppsala universitet 1970 samt var chefsläkare och divisionschef vid Akademiska sjukhuset från 1989. Han blev ledamot av Socialstyrelsens psykiatriska nämnd 1984.